# Чижевская, Надежда
Надежда Чижевская (род. 1984) — украинская шашистка из Донецка, чемпионка мира по чекерсу по версии GAYP (2013—2015) и по версии 3-Move (2012—2016), многократный призёр чемпионатов Украины по русским шашкам, международный мастер по шашкам-64 (2013), мастер спорта международного класса Украины. FMJD-Id: 17362.
Окончила Институт проблем искусственного интеллекта (Донецк, Украина).

## Спортивные достижения
В 2002 году стала чемпионкой мира по шашкам среди юниоров по шашкам-64.
На Всемирных интеллектуальных играх в 2008 году заняла 10 место по русским шашкам.
В 2009 году на чемпионате мира по русским шашкам вышла в финал и заняла 7 место.
На чемпионате Европы по международным шашкам в блице 2011 года была 9-й.
В 2012 году на Всемирных интеллектуальных играх 2012 в Лилле заняла первое место в категории «чекерс».
В 2012 году дебютировала в чекерсе на чемпионате мира, неожиданно стала чемпионкой мира по версии 3-Move, опередив прежнюю чемпионку Амангуль Бердиеву, а в 2013 стала чемпионкой и по версии GAYP. В 2015 году на турнире в Уэльсе Амангуль Бердиева вернула звание чемпионки мира по версии GAYP, при равенстве очков опередив Чижевскую по дополнительным показателям, а в турнире 2016 года вернула звание чемпионки и по версии с жеребьёвкой трёх ходов.